# Scoresby (Mondkrater)
Scoresby ist ein Einschlagkrater auf dem Mond hoch im Norden auf der Mondvorderseite. 
Der liegt zwischen den Kratern Challis im Nordwesten und Meton im Südosten. Der Kraterrand ist kaum erodiert und das Kraterinnere weist einen Zentralberg auf. Die Entstehungszeit fällt in das Eratosthenische Zeitalter.
Scoresby hat fünf Nebenkrater:
| Buchstabe | Position           | Durchmesser | Link |
| --------- | ------------------ | ----------- | ---- |
| K         | 76,32° N, 2,85° O  | 24 km       |      |
| M         | 75,61° N, 7,94° O  | 53 km       |      |
| P         | 75,92° N, 12,79° O | 21 km       |      |
| Q         | 77,54° N, 8,74° O  | 37 km       |      |
| W         | 74,37° N, 11,1° O  | 10 km       |      |

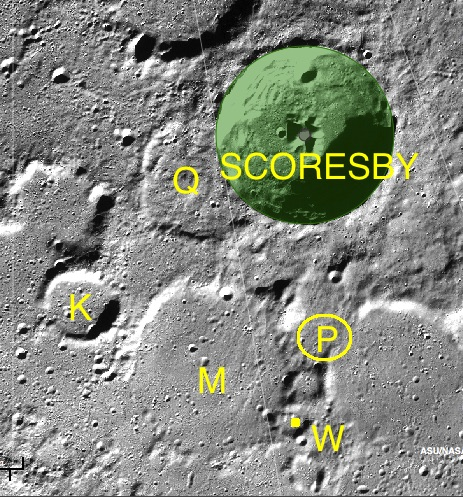
Scoresby und seine Nebenkrater

Der Krater wurde 1935 von der IAU nach dem britischen Entdecker William Scoresby benannt.